# 서맨사 푸터먼
서맨사 퍼터먼(영어: Samantha Futerman, 1987년 11월 19일~)은 미국의 배우이다.

## 출연 작품

### 영화
- 게이샤의 추억 (2005)
- 모텔 (2005, The Motel)
- 어크로스 더 유니버스 (2007)
- Harold (2008)
- 고잉 더 디스턴스 (2010)
- 21 앤드 오버 (2013)
- 트윈스터즈 (2015)